# José Monleón
José Monleón Bennácer (Tabernes de Valldigna, 31 de enero de 1927-Madrid, 15 de julio de 2016) fue un escritor, director de teatro, editor y crítico español. Su actividad profesional le fue reconocida con el Premio Nacional de Teatro, la Cruz de Sant Jordi y el Premio Max Honorífico de Teatro.

## Primeros años
Nacido en Tabernes de Valldigna, Valencia, los primeros años de José Monleón están enmarcados por la guerra civil española y su no menos dura posguerra. Vivió en Valencia, y al final del conflicto en Llansá (Gerona), el terror de los bombardeos, la visión de los cadáveres abandonados en las cunetas, las interminables filas de soldados cruzando la frontera de Port Bou, el fusilamiento de un soldado del ejército vencedor "después de que las mujeres fueran a protestar a su general por la violación de una de ellas", y en el capítulo más personal, la condena a su padre por un tribunal de guerra. 
Mediada la década de 1940, y siguiendo el consejo familiar, estudió Derecho, se licenció y ejerció la abogacía.

## Vida profesional
Con veintisiete años, Monleón abandonó el bufete de abogado en el que trabajaba en Valencia, ingresando en la Escuela de Cine de Madrid del antiguo Instituto de Investigaciones y Experiencias Cinematográficas.
Entre 1955 y 1972 trabajó como crítico teatral en la revista Triunfo y otras publicaciones y diarios, y fue fundador y crítico teatral y cinematográfico de las revistas Primer Acto (1957) y Nuestro Cine, por cuya tarea obtuvo el Premio Nacional a la mejor labor periodística sobre teatro en 1960.
Por su labor de analista, crítico y en ocasiones consejero de grupos independientes como La Cuadra de Sevilla, Tábano, Los Goliardos, Adriá Gual, Comediants, Els Joglars, Esperpento o el TEI, Monleón está considerado en diversos sectores del teatro independiente y el teatro experimental y de cámara como uno de los mejores referentes de la joven escena española de la segunda mitad del siglo XX.
Fue asimismo, cofundador del Teatro Popular Español y del Centro Dramático Número 1 de Madrid. También escribió guiones de cine y adaptaciones al español de obras de Bertolt Brecht. Director del Festival de Teatro Clásico de Mérida de 1984 a 1989, y fundador y director del IITM (Instituto Internacional del Teatro del Mediterráneo) en 1991. Falleció en 2016.

### Reconocimientos
Monleón, "uno de los hombres de pensamiento más sólidos e inquebrantables de la España contemporánea", en palabras de la periodista y crítico Rosana Torres, vio reconocida su labor con galardones como:
- Premio de Teatro de la Comunidad de Madrid (2000);

- Medalla de oro del Círculo de Bellas Artes (2003);[9]

- Socio de Honor de la Asociación de Autores de Teatro (2004),

- Premio Nacional de Teatro (2004) que otorga el Ministerio de Cultura de España;[10]

- Cruz de Sant Jordi (2006) de la Generalidad de Cataluña;

- Premio Max Honorífico de Teatro (2011);[11]

- Premio de la Crítica Literaria Valenciana a su trayectoria crítica (2016) de la Asociación Valenciana de Escritores y Críticos Literarios (CLAVE);[12]

## Montajes teatrales
- Antígona (de Bertolt Brecht)
- La bona persona de Sezuán (de Bertolt Brecht)
- Rebelión en Asturias (de Albert Camus)
- Amics i coneguts (con Núria Espert)
- Antología dramática del Flamenco,[13]
- Lorca y el Flamenco
- Proceso a Kafka (1971)[14]
- La gallina ciega (1984) (de Max Aub)
- Paraíso roto (1992)
- Sefarad (1993)
- Guardo la llave (1998)
- Argonautas 2000 (2000)
- La noche de Casandra (2001)
- El clavel y la espada (2003)
- ¿Quién ha sido? (sobre los atentados del 11 de septiembre de 2001 en Estados Unidos)

## Libros
- Lo que sabemos del cine (1967)
- Lo que sabemos de flamenco (1967)
- Treinta años de teatro de la derecha (1971)
- Teatro de Max Aub (1971)
- El teatro del 98 frente a la sociedad española (1975)
- Cuatro autores críticos: Rodríguez Méndez, Martín Recuerda, Francisco Nieva y Jesús Campos (1976)
- Larra: escritos sobre teatro (1976)
- América Latina: Teatro y revolución (1978)
- Rafael Alberti y Nuria Espert, poesía y voz de la escena española (1979)
- El mono azul: teatro de urgencia y romancero de la guerra civil (1979)
- Homenaje a Irene Papas (1990)
- Tiempo y teatro de Rafael Alberti (1990)
- Las limitaciones sociales del teatro español contemporáneo (1993)
- El teatro, la sociedad y los especialistas (2001)
- Humanismo y barbarie (2003)
- Mérida; los caminos de un encuentro popular con los clásicos grecolatinos (2004)
- La travesía, 1927-2008 (2008)
- Siglo XXI. La evolución pendiente, con Nuria Espert y Joaquín Estefanía (2011)